# باية
باية أو باية محي الدين (إسمها: فاطمة حداد زوجة محي الدين) ولدت في 12 ديسمبر 1931 في برج الكيفان بالجزائر فنانة تشكيلية جزائرية، لم تكن توقع لوحاتها فقط بإسمها. تعتبر باية محي الدين واحدة من الأسماء الشهيرة في الفن التشكيلي، ليس فقط في الجزائر أو الوطن العربي إنما في العالم.

## حياتها
ولدت في 12 ديسمبر 1931 في برج الكيفان بضواحي العاصمة الجزائر يتيمةَ الأبوين منذ الولادة ربتها جدتها لتساعدها فيما بعد عندما تكبر في الفلاحة. كانت جدتها تعمل وتقيم عند مستعمرين فرنسيين، وفي 1943 أخذتها أختُ صاحب المزرعة "مارغريت كامينة " لتساعدها في أشغال البيت. كان بيت السيدة مارغريت" الواقع في الجزائر غاية في الجمال والروعة ما أبهر باية.
شرعتْ باية في تشكيل تماثيلَ صغيرةٍ لحيوانات وشخصيات من خيالها من الطين فقط. أُعجبتْ صاحبةُ البيت بفنها فشجعتها ودعمتها بأدوات للرسم. اهتم بها النحاتُ الفرنسي جون بيريساك وعرض رسوماتِها على أيمي مايغت " Aimé Maeght" (1906 - 1981)، وهو تاجرُ أعمالٍ فنيةٍ ومؤلفٌ ومنتجُ أفلامٍ معروفٌ آنذاك، ومديرُ مؤسسةِ «مايغت» للفنون.
عُرضتْ أعمالُها - لأول مرة - على الجمهور الفرنسي بباريس سنة 1947 ونالت أعمالُها نجاحاً باهراً. أُعجب الجمهورُ والنقادُ بهذا الفن الفطري الذي ميز أعمالها. كانت (باية) طفلةً لم تتجاوز الثالثةَ عشرة عندما رسمتْ؛ ما وجده الفنانون شيئاً رائعاً، رغم سذاجته وبساطته، فاهتم بها الفنانون حتى إن بابلو بيكاسو الفنانَ العالمي (1881 ـ1973) طلب منها أن ترافقه ليعلمها الرسمَ، فبقيتْ برفقته عدةَ أشهر، استفادت خلالها كثيراً.
نشرتْ «مجلة فوغ» صورتَها بينما كان عمرها لا يتجاوز السادسة عشْرةَ.

## هجرتها نحو فرنسا
التقت بجورج براك من مؤسسي المدرسة التكعيبية، فعملت لبلدية في فرنسا أعمالاً من الفخار. عادت باية للجزائر والتحقت بجدتها تم تزوجت وكانت الزوجةَ الثانيةَ للموسيقار الأندلسي الحاج (محفوظ محي الدين) الذي يكبرها بـ 30 سنة.
توقف مشوارها الفني ودام جموده عشرَ سنوات. وفي 1963 اشترى المتحف الجزائري أعمالها وعرضها، تحت إلحاحٍ كبير من مديرة المتحف. باية تعود للرسم ولم تتوقف عنه؛ فمنذ ذلك الوقت عُرضت أعمالُها في كلٍ من الجزائر وباريس والعالم العربي. الكثيرُ من أعمالها محفوظٌ في مجموعةِ الفن الساذَج في لوزان بسويسرا

## وفاتها
تُوُفِّيَتْ (باية) في مدينة البليدة سنة 9 نوفمبر 1998

## تكريمهم
- مرتبة الشرف في معرض عام 1947 بباريس وعمرها 16 عامًا فقط.[3]

2022 معرض مخصص للرسامة الجزائرية بايا. لأول مرة في باريس.
.

## وصلات خارجية
- باية محي الدين تتجول بالرسم المغاربي في فضاءات فطرية
- الفن التشكيلي بالجزائر.. تعزز بالرسامة باية محيي الدين التي لفتت الأنظار وخطفت الأضواء
- مدرسة الفن التشكيلي الجزائري تعود من خلال أعمالها